# Steglits
För andra betydelser, se Steglits (olika betydelser).
Steglits (Carduelis carduelis) är en liten färggrann fågel som tillhör familjen finkar. Över stora delar av sitt utbredningsområde, som sträcker sig från norra Afrika, Europa och österut till södra Sibirien, är den en vanlig häckfågel i öppna, trädrika landskap, trädgårdar och fruktodlingar.
Steglitsen har ett stort utbredningsområde, en stor global population och den bedöms inte vara hotad, utan kategoriseras som livskraftig. Den är i minskande överlag, men ökar i Sverige. Steglitsen lever mest av diverse frön, främst från tistlar och kardborrar. Fram tills nyligen inkluderades östliga systerarten grå steglits (C. caniceps) i arten, men denna urskiljs sedan 2024 som egen art. 
Historiskt har den varit en uppskattad burfågel på grund av sin vackra fjäderdräkt och sin sång, och dess närhet till människan har gett den både symboliska kvaliteter och gjort den till ett populärt motiv i måleri och litteratur.

## Utseende och läte

### Utseende

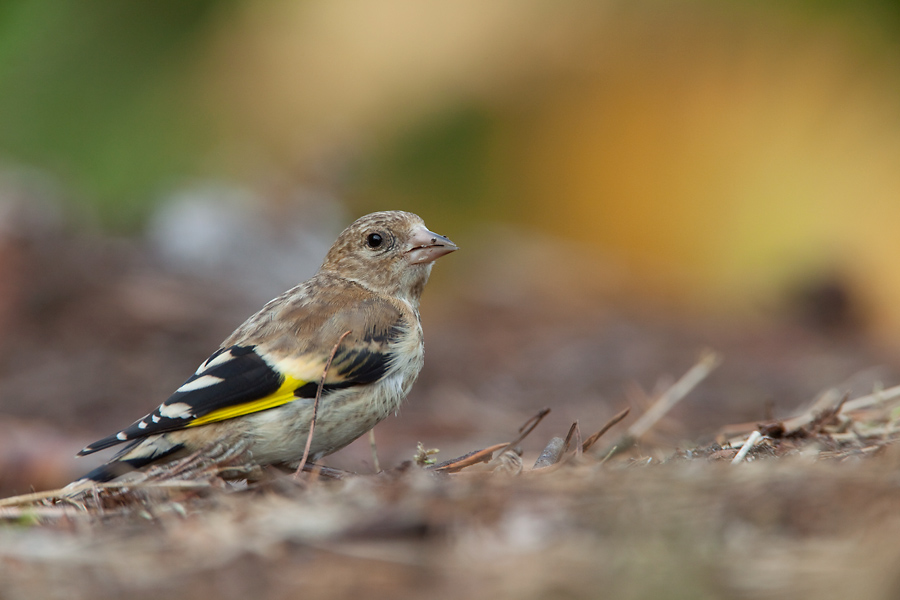
Juvenil.

Steglitsen känns igen på sin brokiga fjäderdräkt. Den är brunaktig på ovansidan. Pannan och strupen är röda. Vingarna är svarta, med ett brett, intensivt gult band. Undersidan är vit med brunaktig anstrykning och förhållandevis stora bruna fläckar. Näbben är hoptryckt från sidan, har en skarp rygg och saknar hak bakom spetsen. Stjärten är kluven. Kroppslängden är tolv centimeter, vingspannet är 21–25,5 centimeter och vikten 14–18 gram.

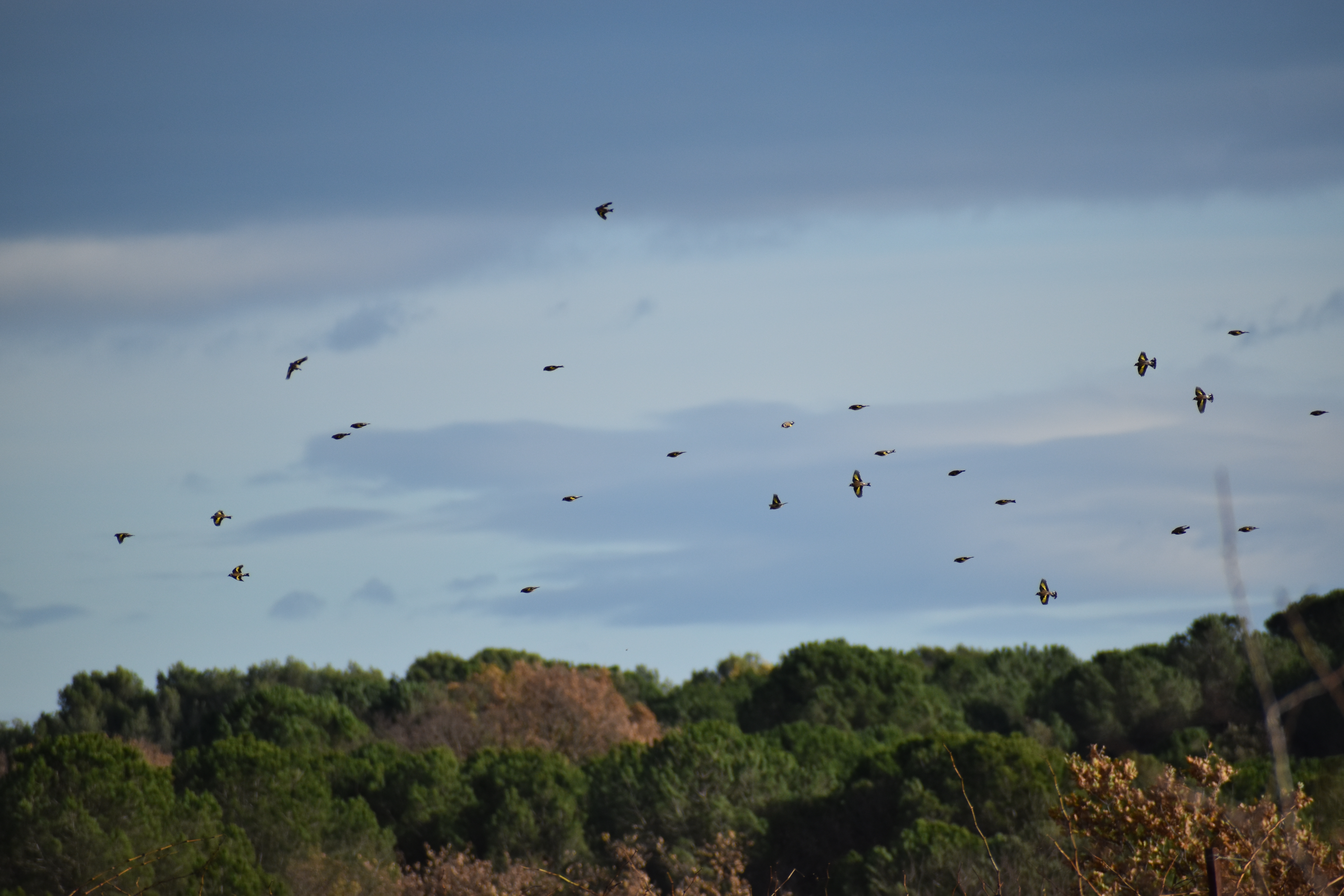
Även på långt håll syns steglitsen karakteristiska gulsvarta vingar i flykten.

Östliga systerarten Grå steglits (C. caniceps), nyligen urskild som egen art ur steglitsen, skiljer sig från västliga steglitser genom att de inte har svart hjässa och saknar den svarta lodräta linjen bakom örontäckarna samt har mycket mindre vitt på huvudsidan. Vidare är de kallt grå snarare än blekbruna på bröstet, och från manteln till vingtäckarna och nedre delen av ryggen. Mönstret på vingen är även annorlunda, med breda vita ytterfan på tertialerna och inga vita spetsar på armpennorna. Näbben är längre.

### Läte

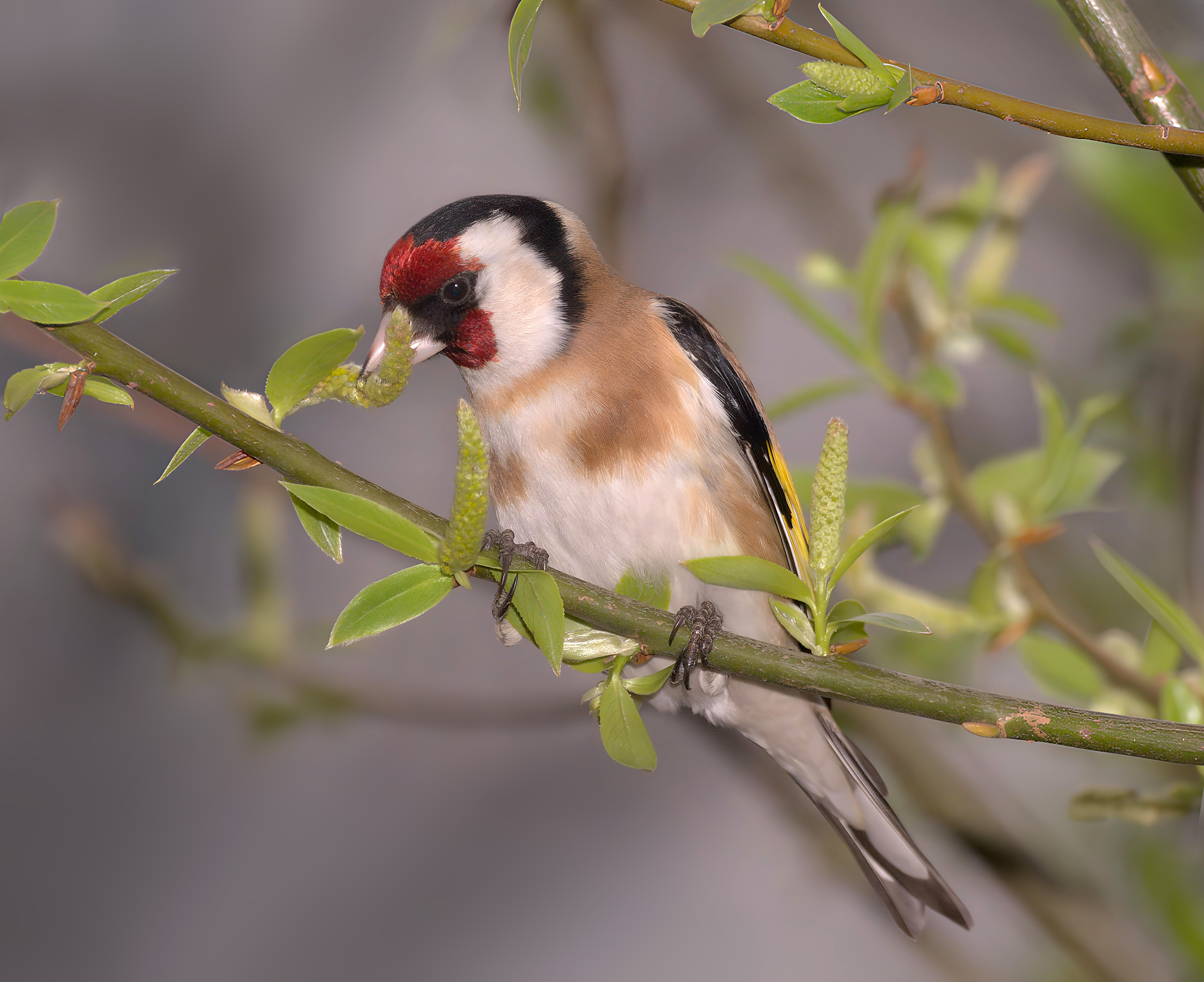

Locklätet består av ett typiskt, upprepande ”tick tickeli tickelitt” som har gett arten dess namn. Sången liknar grönsiskans och är snabb med kvittrande omväxlande toner med inslag av locklätet. Grå steglits har något avvikande läten, med hårdare och mindre pinglande sång mest bestående av upprepade serier med toner.

## Utbredning och systematik
Steglitsen förekommer över nästan hela Europa, inklusive Brittiska öarna. Den är särskilt vanlig i Medelhavsområdet. Steglitsen häckar även i västra Asien, Kaukasus, västra Himalaya och Nordafrika. De nordöstliga populationerna är flyttfåglar som flyttar sydväst om vintern. Den delas in i tio underarter med följande utbredning:
- Carduelis carduelis britannica – Brittiska öarna, nordvästra Frankrike och västra Nederländerna
- Carduelis carduelis carduelis, nordeuropeisk steglits[7] – södra Skandinavien till centrala Frankrike och Italien österut till centrala europeiska delen av Ryssland
- Carduelis carduelis parva – sydvästra Europa, nordvästra Afrika, Madeira, Balearerna och Kanarieöarna
- Carduelis carduelis tschusii – Korsika, Sardinien och Sicilien
- Carduelis carduelis balcanica – Balkan, Grekland, Kreta och nordvästra Turkiet
- Carduelis carduelis niediecki – Mellanöstern
- Carduelis carduelis brevirostris – östra Turkiet, södra Kaukasus och norra Iran
- Carduelis carduelis colchica – Krimhalvön till Kaukasus och nordöstra Turkiet
- Carduelis carduelis volgensis – södra Ukraina, södra europeiska delen av Ryssland och nordvästra Kazakstan
- Carduelis carduelis frigoris (inklusive major) – sydvästra och sydcentrala Sibirien

I fångenskap kan steglitsen korsas med kanariefågeln. 

### Förekomst i Sverige
Steglits förekommer i Sverige framför allt i de södra och mellersta delarna upp till en linje från Bohuslän via södra Värmland och sydvästra Dalarna, men även vidare utmed Norrlandskusten till Norrbotten. Den överger de nordliga delarna av detta häckningsområde och flyttar i oktober–november. Delar flyttar till Väst- och Sydeuropa och återkommer i mars–april, medan andra övervintrar.

### Artuppdelning och släktskap
Tidigare inkluderades den östligare arten grå steglits (C. caniceps) i steglitsen och vissa, som svenska Birdlife Sverige gör det fortfarande. Sedan 2016 urskiljs den dock som egen art av Birdlife International och IUCN, sedan 2024 även av tongivande IOC, baserat skillnader i läten, fjäderdräkt och näbbform.
Tidigare ansågs de båda steglitserna vara nära släkt med andra europeiska finkar som hämpling, gråsiska, grönsiska och grönfink som alla placerades i släktet Carduelis. Genetiska studier har dock kastat nytt ljus över finkarnas släktskap och att finkarna traditionellt i Carduelis inte står varandra närmast. Alla utom steglitsen som är typart för Carduelis har därför lyfts ut till andra släkten. Samma studier visar också att steglitsens närmaste släktingar istället är artparet citronsiska-korsikansk siska, tidigare i Serinus. Dessa har därför istället lyfts in i Carduelis.

## Ekologi

### Föda
Steglitsen lever mest av diverse frön, med särskild förkärlek för frö från tistlar och kardborrar. Den är en skicklig klättrare som ofta klättrar i tistlar där den samlar frön.
| Ägg av nominatformen carduelis. |  | Häckande steglits |
| Ägg av nominatformen carduelis. |  | Häckande steglits |

### Häckning
Steglitsen är över stora delar av sitt utbredningsområde en vanlig häckfågel i öppna, trädrika landskap, trädgårdar och fruktodlingar. Den häckar två gånger om året – första gången i maj. Boet är skålformat och har tjocka väggar av fina stjälkar, strån, rötter, mossa och kvistar. Det brukar placeras högt i trädkronan, oftast i lövträd men ibland i barrträd. Honan bygger boet, men hanen kan bistå med att samla byggmaterial. Honan lägger fem till sex vitaktiga ägg med fina röda fläckar, som hon ruvar i tolv till 13 dagar. Ungfåglarna utfodras sedan av båda föräldrarna med frön och insekter under 13 till 15 dagar. Steglitsen blir könsmogen efter ett år och kan leva upp till tio år, även om tre år är mer normalt..

## Steglitsen och människan

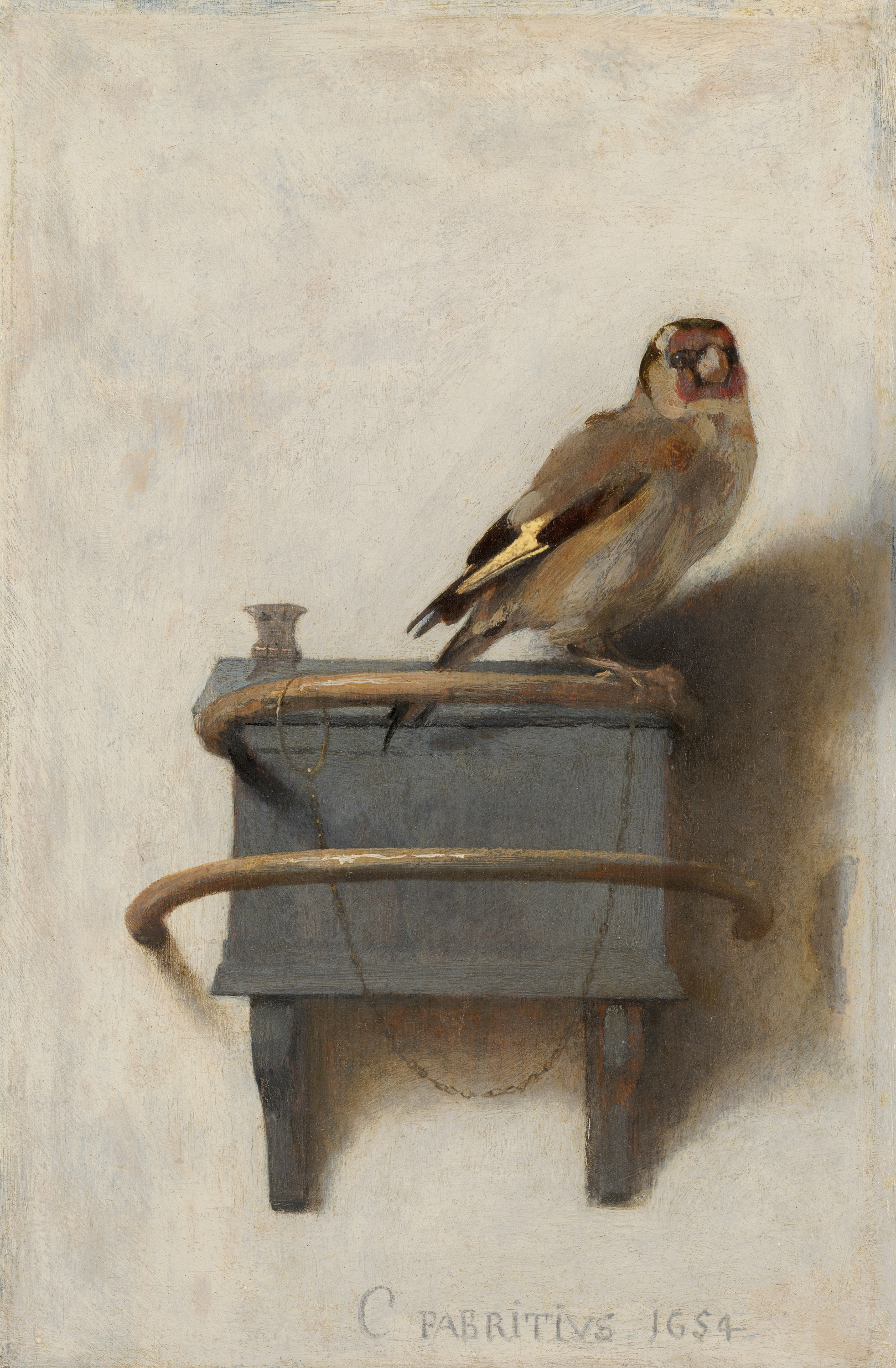
Målningen Steglitsan från 1654 av Carel Fabritius.

### Status och hot
Internationella naturvårdsunionen IUCN kategoriserar steglitsen som livskraftig, med stort utbredningsområde och stor population. Den tros dock minska i antal. I Europa tros det häcka 27,8–42,7 miljoner par.
Steglitsen fångas fortfarande som burfågel i stora delar av utbredningsområdet och är fortsatt populär som burfågel. Framför allt i Nordafrika har den illegala fångsten ökat drastiskt sedan 1990-talet. Det syns tydligt i marknadspriset, som ökat med minskade bestånd, vilket i sin tur drivit på fångsten.

#### Status i Sverige
Steglitsen är numera en vanlig fågel i Sverige som har ökat mycket kraftigt på senare tid, de senaste tio åren med hela 112–245 %. Svenska Artdatabanken listar beståndet i Sverige som livskraftigt.

### Som burfågel
Historiskt har steglitsen varit en vanlig burfågel. Över stora delar av dess utbredningsområde, exempelvis inom EU, är det i dag förbjudet att fånga eller inneha vilda fåglar, varför den i dessa områden inte längre förekommer som burfågel förutom i undantagsfall. Trots detta fångas arten illegalt och steglitshanar hålls som burfågel i södra Europa, bland annat i Grekland och på Malta.

### Inom kulturen

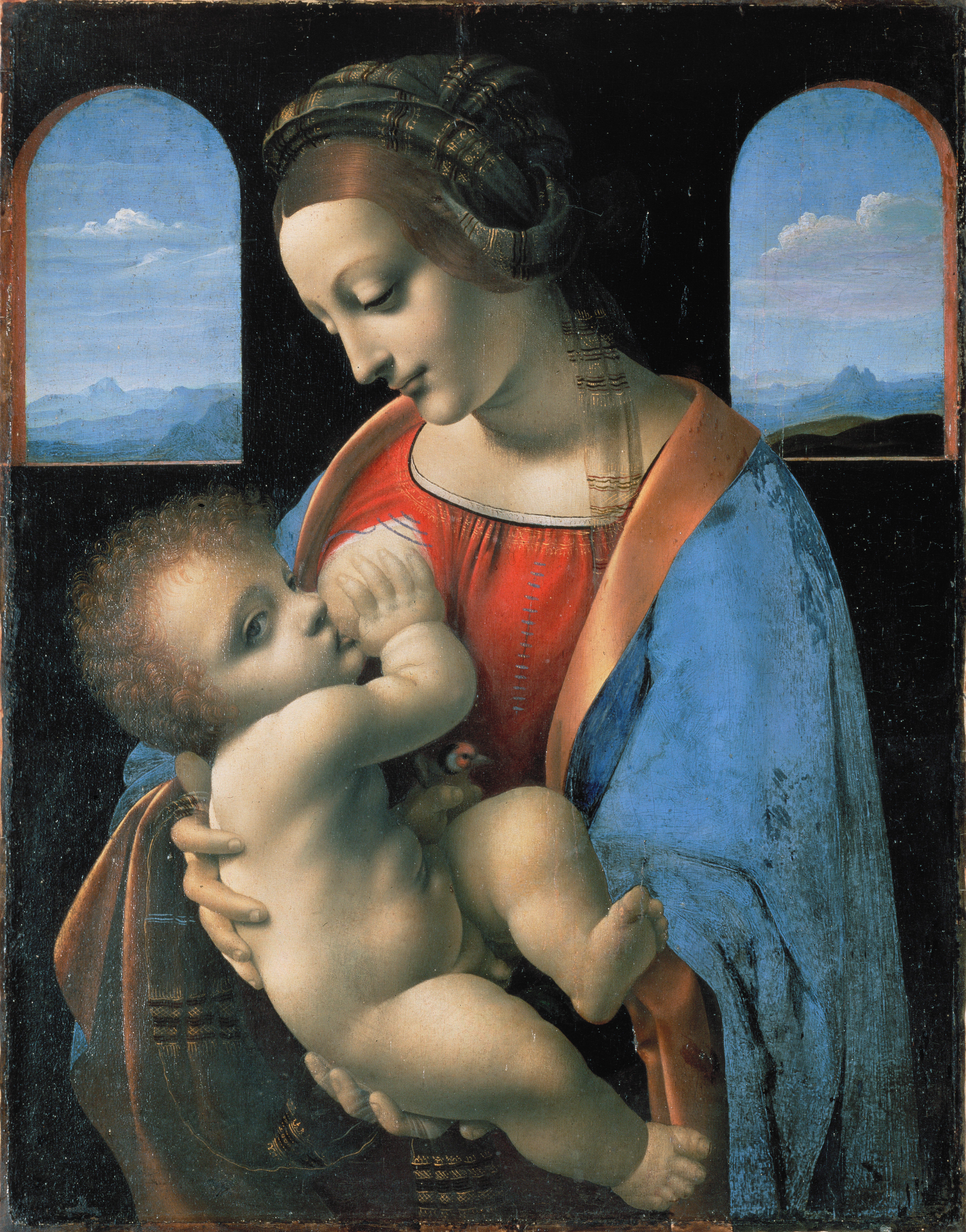
Det sitter en steglits vid jungfru Marias hjärta i målningen Litta Madonna, en målning från Leonardo da Vincis ateljé.

Steglitsen var en viktig symbol under medeltiden och förekommer i en stor mängd målningar från denna tid, speciellt i bilder av madonnan och barnet. I boken The Symbolic Goldfinch från 1946 listar den amerikanska konstvetaren och ornitologen Herbert Friedmann inte mindre än 486 målningar från perioden 1260–1500 e.Kr. där steglitsen förekommer. Främst förekommer fågeln i italienska målningar men även i verk från Ryssland, Böhmen, Bayern, Frankrike, Spanien, Portugal, Nederländerna och England.
Steglitsens symboliska kvaliteter under medeltiden bottnar i flera legender. En är den grekiska legenden om fågeln kharadrios (χαραδριός), en art som sades förekomma i floddalar (från kharadra, som betyder ’ravin’). Det sades att man kunde bli botad från gulsot om man tittade in i fågelns besynnerliga gula ögon. Vilken art det gällde var omdiskuterat. Bland annat ansågs det vara tjockfoten, men även sommargyllingen, strandpipare och ljungpipare föreslogs, även om den senare inte ens har gula ögon. I den grekiska kristna texten Physiologus från första århundradet efter Kristus kopplas legenden om kharadrios till Jesus centrala mission att frälsa människan. Vid den här tiden flyttas även fokus från de gula ögonen till fåglar med gul fjäderdräkt, varför myten även kopplas till steglitsen.
En annan legend som var viktig i kopplingen mellan steglitsen och Kristus bottnar också i steglitsens fjäderdräkt men nu handlar den om den röda färgen på fågelns huvud. Legenden berättar om en liten fågel som drog törnen ur Jesu panna när han hängde på korset och fågeln färgades då röd av Jesu blod. Flera arter, utöver steglitsen har kopplats till legenden, bland annat rödhaken och ladusvalan. Men till skillnad från de två senare hade steglitsen även en naturlig koppling till tistlar då den gärna äter tistelfrön.
Steglitsen förekommer även i flera målningar av Edens lustgård, som i Hieronymus Boschs Lustarnas trädgård från cirka 1510. Ett senare exempel på en känd målning av arten är Steglitsan från 1654 av Rembrandts lärjunge Carel Fabritius. Den senare målningen har gett namn åt Donna Tartts roman Steglitsan från 2013.

### Namn
Trivialnamnet steglits (uttal [stegˈlɪts], [ˈstéːglɪts] eller [ˈstèːgˌlɪts]), och det föråldrade steglitsa, är ljudhärmande (onomatopoetiskt) och efterliknar locklätet. Det har motsvarigheter i danskans stillits och tyskans Stieglitz och lånades in i svenskan från medellågtyskans stigelitze på 1500-talet. Ursprungligen är ordet ett inlån till tyskan från slaviska språk på 1100-talet och är besläktat med tjeckiska/slovakiska stehlík, polska szczygieł, äldre slovenska ščegljec och ryska щегол (ščegól).